# Highway (film, 2014)
Pour les articles homonymes, voir Highway.
Pour plus de détails, voir Fiche technique et Distribution.
Highway est un film d'aventure indien, réalisé par Imtiaz Ali, sorti en 2014.

## Synopsis
Veera, jeune et très riche héritière, se fait enlever accidentellement à Delhi à quelques jours de son mariage. Devant le problème posé par sa capture et la notoriété de sa famille, son ravisseur Mahabir est exclu de la bande et chargé de résoudre le problème. Il envisage de réclamer une rançon ou alors de l'abandonner dans un bordel de campagne. Aidé d'un comparse, ils s'enfuient d'abord au Rajasthan. Veera, d'abord très heurtée par son enlèvement, finit par y trouver certaines de ses aspirations à fuir son milieu. D'autant que Mahabir, sous des dehors rugueux, révèle quelques failles de sa vie personnelle. En quête de solution à la situation, et pour échapper à la traque dont ils sont l'objet, il décide de se diriger vers le Cachemire, alors que la route le rapproche de Veera, dans une relation quasiment sans issue. Arrivés dans les montagnes, Veera découvre l'environnement, et la maison, de ses rêves. Mais les forces de l'ordre surgissent et abattent Mahabir. Récupérée par sa famille, Veera ne pourra se résoudre à rentrer dans le moule social.

## Fiche technique
Sauf indication contraire, les informations mentionnées dans cette section peuvent être confirmées par la base de données cinématographiques IMDb,  présente dans la section « Liens externes ».
- Titre original : Highway
- Réalisation : Imtiaz Ali
- Scénario : Imtiaz Ali
- Casting : Mukesh Chhabra
- Direction artistique : Manini Mishra, Pronita Pal
- Décors : Sumit Basu
- Costumes : Aki Narula
- Photographie : Anil Mehta, Resul Pookutty
- Son : Amrit Pritam Dutta
- Montage : Aarti Bajaj
- Musique : A.R. Rahman
- Paroles : Irshad Kamil
- Production : Imtiaz Ali, Sajid Nadiadwala
- Sociétés de production : Window Seat Films
- Pays d'origine :  Inde
- Langues : anglais, hindi
- Format : Couleurs - 2,35:1 - DTS / Dolby Digital / SDDS - 35 mm
- Genre : Aventure, drame, road movie[3], romance
- Durée : 133 minutes (2 h 13)
- Dates de sorties en salles : 
  -  Inde : 21 février 2014

## Distribution
- Alia Bhatt : Veera Tripathi
  - Samar Mudasir Bakshi : Veera, jeune
- Randeep Hooda : Mahabir Bhati
  - Mohammad Kaif : Mahabir, jeune
- Durgesh Kumar : Aadoo
- Arjun Malhotra : Vijay, le fiancé de Veera
- Pradeep Nagar : Tonk
- Saharsh Kumar Shukla : Goru
- Ranjit Batra : Shukla, l'oncle de Veera
- Reuben Israel : Manek Tripathi, le père de Veera
- Naina Trivedi : Amma

## Production
Initialement, le réalisateur Imtiaz Ali n'avait pas prévu de travailler avec Alia Bhatt pour incarner son héroïne. En effet, l'actrice avait très peu d'expérience cinématographique et était encore jeune, il prévoyait donc une actrice plus âgée, plus en adéquation avec la maturité de son projet. Il aurait d'abord envisagé de travailler avec Aishwarya Rai, avant de rencontrer Alia Bhatt et d'être convaincu par la profondeur de leurs conversations.

## Accueil
Sur le site Rotten Tomatoes, le film obtient une note globalement positive, avec une appréciation de 88% de la part des critiques mais 68% de la part de l'audience générale.
La performance d'actrice d'Alia Bhatt, qui incarne le rôle principal, a été remarquée et appréciée,,. Elle obtient en 2015 le Filmfare Critic's Award de la meilleure actrice et gagne le choix du jury pour le Stardust Superstar of Tomorrow - Female des Stardust Awards. Ce film est considéré comme déterminant pour sa carrière,,.

## Bande originale
La bande originale du film a été composée par A. R. Rahman. Elle comporte neuf chansons, qui ont ensuite été diffusées par le label T-Series.
Elle a reçu un accueil critique globalement positif, qualifiée par exemple de mémorable, époustouflante et expressive, exemplaire, inventive.
La chanson Patakha Guddi, inspirée de la culture soufie,, a valu à ses interprètes Sultana et Jyoti Nooran plusieurs prix, notamment le prix des meilleures chanteuses de play-back du Screen Awards. Elle a fait l'objet de plusieurs remix, et a obtenu une certaine popularité sur les réseaux sociaux,.
| 1.    | Patakha Guddi (Female Version)                  | Sultana Nooran, Jyoti Nooran | 04:45 |
| 2.    | Maahi Ve                                        | A. R. Rahman                 | 04:00 |
| 3.    | Kahaan Hoon Main                                | Jonita Gandhi                | 05:28 |
| 4.    | Sooha Saaha                                     | Zeb Bangash, Alia Bhatt      | 04:59 |
| 5.    | Wanna Mash Up? (Paroles : Lady Kash and Krissy) | Lady Kash and Krissy, SuVi   | 03:40 |
| 6.    | Implosive Silence                               | Jonita Gandhi                | 05:42 |
| 7.    | Tu Kuja                                         | Sunidhi Chauhan              | 04:29 |
| 8.    | Heera (Paroles : Sant Kabir)                    | Shweta Pandit                | 04:33 |
| 9.    | Patakha Guddi (Male Version)                    | A. R. Rahman                 | 05:58 |
| 43:34 |                                                 |                              |       |

## Distinctions
| Date            | Distinction     | Catégorie                          | Nom                                               | Résultat   |
| --------------- | --------------- | ---------------------------------- | ------------------------------------------------- | ---------- |
| 15 janvier 2015 | Screen Awards   | Meilleures chanteuses de play-back | Jyoti Nooran, Sultana Nooran (pour Patakha Guddi) | Lauréat    |
| 15 janvier 2015 | Screen Awards   | Meilleur réalisateur               | Imtiaz Ali                                        | Nomination |
| 15 janvier 2015 | Screen Awards   | Meilleur acteur                    | Randeep Hooda                                     | Nomination |
| 15 janvier 2015 | Screen Awards   | Meilleure actrice                  | Alia Bhatt                                        | Nomination |
| 15 janvier 2015 | Screen Awards   | Meilleure musique                  | A. R. Rahman                                      | Nomination |
| 15 janvier 2015 | Screen Awards   | Meilleure parolier                 | Irshad Kamil (pour Patakha Guddi)                 | Nomination |
| 15 janvier 2015 | Screen Awards   | Meilleure montage                  | Aarti Bajaj                                       | Nomination |
| 15 janvier 2015 | Screen Awards   | Meilleure musique d'accompagnement | A. R. Rahman                                      | Nomination |
| 31 janvier 2015 | Filmfare Awards | Meilleure actrice - critiques      | Alia Bhatt                                        | Lauréat    |
| 31 janvier 2015 | Filmfare Awards | Meilleur parolier                  | Irshad Kamil (pour Patakha Guddi)                 | Nomination |
| 31 janvier 2015 | Filmfare Awards | Meilleures chanteuses de play-back | Jyoti Nooran, Sultana Nooran (pour Patakha Guddi) | Nomination |
| 31 janvier 2015 | Filmfare Awards | Meilleure histoire                 | Imtiaz Ali                                        | Nomination |
| 31 janvier 2015 | Filmfare Awards | Meilleure montage                  | Aarti Bajaj                                       | Nomination |
| 31 janvier 2015 | Filmfare Awards | Meilleure photographie             | Anil Mehta                                        | Nomination |
| 31 janvier 2015 | Filmfare Awards | Meilleure musique d'accompagnement | A. R. Rahman                                      | Nomination |

## Analyse
Le film est souvent vu comme une mise en scène du syndrome de Stockholm, étant donné qu'il s'agit de l'histoire d'une otage qui se met à aimer son kidnappeur,,,. Il est aussi vu comme un film sur la découverte de la liberté, puisque que Veera se met rapidement à suivre Mahabir de manière volontaire. En effet, Veera se sent emprisonnée dans sa propre famille, où elle subit des violences, alors qu'elle se sent libre et vivante auprès de son ravisseur,. Ce paradoxe est illustré dans la bande-annonce du film : « In bondage, she found freedom » (en français : « en captivité, elle trouve la liberté »).
C'est un film de voyage, littéralement et figurativement. Comme son titre l'indique, le film se déroule sur la route et montre de nombreux paysages de l'Inde, dès le générique de début.  Ce voyage va de pair avec un voyage introspectif, dans lequel les personnages évoluent l'un au contact de l'autre, au fur et à mesure que leur relation évolue également, passant de la violence à une forme d'affection ou d'amour. La route, au centre du film, est ambivalente, synonyme de liberté mais aussi de fuite, elle est un espace de transition dont l'esthétique a été comparée à celle des espaces liminaires.
Le film aborde également le sujet du traumatisme. Les personnages ont tous deux subi des violences lors de leur enfance, Veera ayant été victime d'inceste, et Mahabir ayant subi la situation économique de sa famille ce qui a conduit au viol de sa mère. Ces traumatismes expliquent la personnalité des personnages, les rêves d'évasion pour Veera, et la haine des riches pour Mahabir ; c'est aussi ce qui les rapproche.